# U-755
Unterseeboot 755 foi um submarino alemão do Tipo VIIC, pertencente a Kriegsmarine que atuou durante a Segunda Guerra Mundial.

## Comandantes
| Comandante          | Data                                       |
| ------------------- | ------------------------------------------ |
| Kptlt. Walter Göing | 3 de novembro de 1941 - 28 de maio de 1943 |

## Subordinação
Durante o seu tempo de serviço, esteve subordinado às seguintes flotilhas:
| Período                                      | Flotilha                                   |
| -------------------------------------------- | ------------------------------------------ |
| 3 de novembro de 1941 - 31 de julho de 1942  | 5. Unterseebootsflottille (treinamento)    |
| 1 de agosto de 1942 - 30 de novembro de 1942 | 9. Unterseebootsflottille (serviço ativo)  |
| 1 de dezembro de 1942 - 28 de maio de 1943   | 29. Unterseebootsflottille (serviço ativo) |

## Operações conjuntas de ataque
O U-755 participou das seguinte operações de ataque combinado durante a sua carreira:
- Rudeltaktik Lohs (11 de agosto de 1942 - 22 de setembro de 1942)
- Rudeltaktik Blitz (22 de setembro de 1942 - 26 de setembro de 1942)
- Rudeltaktik Tiger (26 de setembro de 1942 - 30 de setembro de 1942)
- Rudeltaktik Luchs (1 de outubro de 1942 - 2 de outubro de 1942)
- Rudeltaktik Delphin (4 de novembro de 1942 - 14 de novembro de 1942)